# Funaota
Funaota est un îlot constituant la pointe nord de l'atoll de Nukufetau, à Tuvalu,. 